# Magdalena del Mar
Magdalena del Mar, coneguda generalment com a Magdalena, és un districte de la província de Lima, Perú. El seu alcalde actual és Francis James Allison Oyague. Magdalena es va establir oficialment com a districte el 10 de maig de 1920.

## Geografia
Amb una superfície de 3,61 km², Magdalena fa frontera amb els districtes de San Miguel a l'oest, Pueblo Libre i Jesús María al nord, San Isidro a l'est, i l'oceà Pacífic al sud.
Durant més de cinquanta anys, la frontera oriental del districte ha estat disputada amb el veí San Isidro. Un jutge va demanar els consells dels dos districtes dipositar els diners dels contribuents de les àrees afectades al Banc Nacional del Perú fins que aquest conflicte de llarga durada es resolgui.

## Demografia
Segons una estimació del 2002 feta pel INEI, el districte té 52.976 habitants i una densitat de població de 14.674,8 persones/km².